# Nostalgia, Ultra
Nostalgia, Ultra (estilizado como nostalgia,ULTRA. e ocasionalmente nostalgia/ultra) é a mixtape de estreia do cantor americano Frank Ocean com lançamento ocorreu em 16 de fevereiro de 2011. Ocean recebeu inspiração após a ocorrência do Furacão Katrina, afetando sua região natal, New Orleans, e ocasionando sua mudança para Los Angeles. Após entrar no grupo de hip hop OFWGKTA em 2013, lançou a mixtape por conta própria sem qualquer promoção ou divulgação. Nostalgia, Ultra contém estética e parâmetros que remetem ao R&B contemporâneo, além de retratar temas surrealísticos e nostálgicos nas composições. As canções focam, em sua maioria, nos relacionamentos interpessoais, nas reflexões pessoais e em comentários sociais de Ocean. Seguido do lançamento, a mixtape recebeu inúmeras avaliações de críticos de música. A capa do projeto abrange uma BMW E30 M3 de cor laranja, posicionando o carro dos sonhos do cantor sobre um exuberante gramado.
Em maio de 2011, a gravadora Def Jam anunciou um projeto para lançar oficialmente a mixtape como extended play (EP), em 26 de julho de 2011. No entanto, o lançamento do EP foi adiado indefinidamente em julho de 2011 e posteriormente cancelado. Nostalgia, Ultra conta com dois singles, "Novacane" e "Swim Good". Os respectivos videoclipes das canções foram dirigidos pelo diretor e fotógrafo australiano Nabil Elderkin. Depois do lançamento, Ocean embarcou em uma digressão pela América do Norte e Europa, totalizando 7 apresentações a fim de divulgar a mixtape. Além do mais, durante sua apresentação no Coachella Valley Music and Arts Festival de 2012, performou "LoveCrimes" e "Strawberry Swing", da banda inglesa Coldplay.
A mixtape recebeu colocações em diversas listas e publicações musicais de fim-de-ano. Houve uma controvérsia em março de 2012 acerca da canção "American Wedding", uma regravação de "Hotel California", da banda de rock Eagles. O rapper Kanye West era fã declarado da mixtape, o que levou Ocean a aparecer no álbum Watch the Throne. Posteriormente, Ocean colaborou com artistas como Beyoncé e Jay Z. Por conseguinte, Ocean deu início ao angariamento de fãs e seguidores de sua música, após parcerias com outros artistas. Em 2012, lançou Channel Orange, primeiro álbum de estúdio que rendeu aclamação da crítica para Ocean.

## Antecedentes

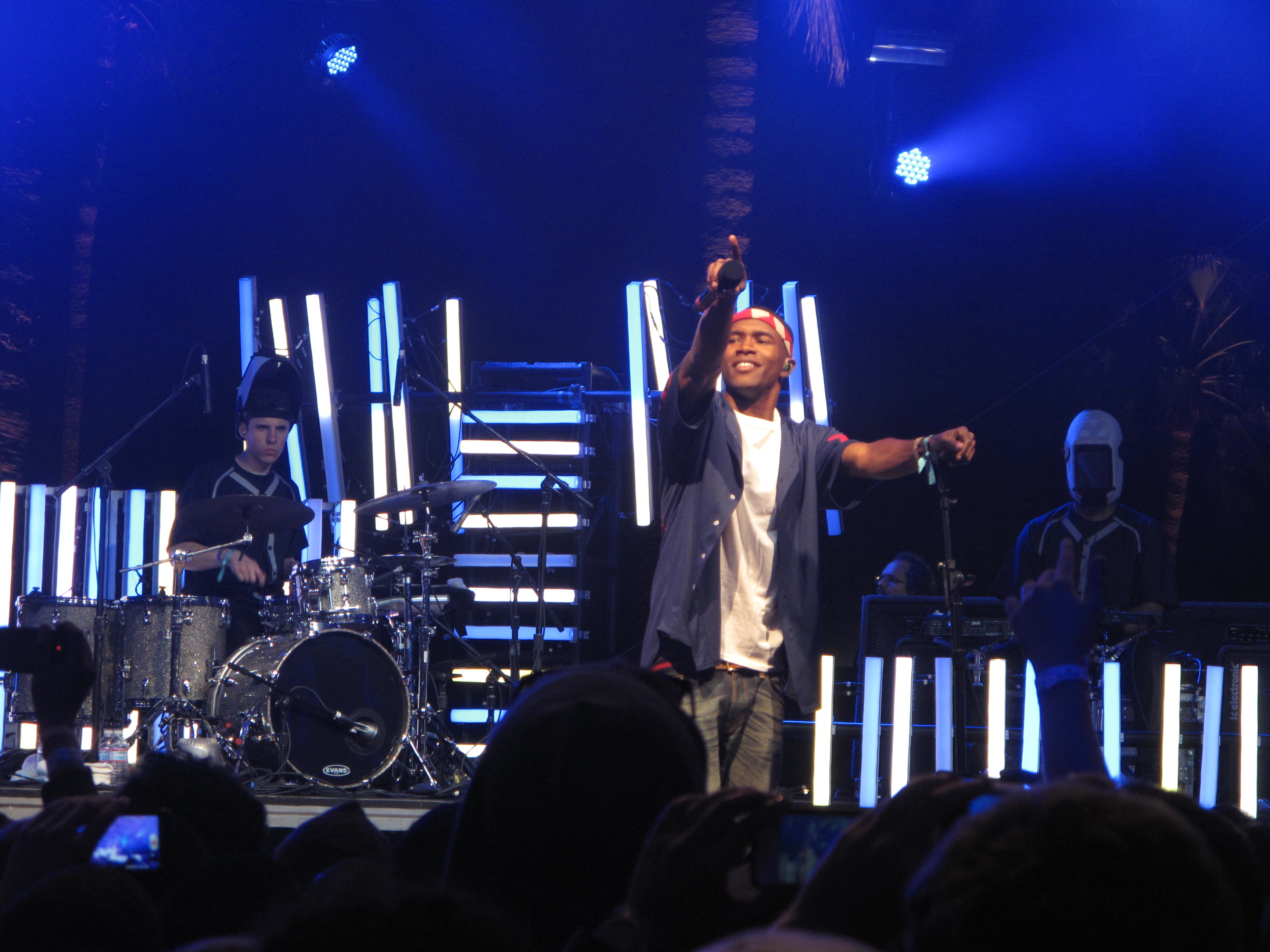
Ocean mudou-se forçadamente para Los Angeles devido ao Furacão Katrina.

Frank Ocean nasceu em Long Beach, na Califórnia. Aos dez anos de idade, mudou-se para Nova Orleans, em Luisiana. Posteriormente, tomou a decisão de dar início à carreira musical e, durante a adolescência, fez apresentações em seu bairro para granjear fundos para sua sessões de estúdio. Após o Furacão Katrina afetar sua cidade em Nova Orleans, Ocean mudou-se para Los Angeles para continuar a carreira como artista musical. Inicialmente, sofreu para conciliar a carreira com o trabalho, pois passava muito tempo nos estúdios de gravação, o que influenciou a qualidade de seu emprego. Logo depois, começou a escrever músicas e as vendeu artistas. Aos dezenove anos de idade, vendeu a sua primeira canção, "Noel Gourdin". Acerca da escolha para compor, Ocean comentou que "se sentia em um nível mais alto de consciência quando estava sendo criativo".
Eventualmente, conseguiu compor para artistas consagrados como Brandy, John Legend e Justin Bieber. No final de 2009, conheceu o produtor Tricky Stewart, que ajudou Ocean a assinar um contrato com a Def Jam como artista solo. No entanto, foi incapaz de estabelecer um vínculo contratual com a empresa. Em contrapartida, Ocean juntou-se ao grupo de rap OFWGKTA, que o apresentou a Tyler, the Creator e Hodgy Beats. Sua primeira aparição de estúdio foi em "StreamRoller", canção do álbum Rolling Papers, de Domo Genesis.. Ocean atraiu aclamação e gerou interesse enquanto estava no grupo. Jonah Weiner, da revista Rolling Stone, chamou Ocean de "talentoso e original com R&B suave". Durante o tempo em que fazia parte do gurpo, gravou e lançou Nostalgia, Ultra em sua conta do Tumblr sem qualquer promoção de pré-lançamento.

### Relançamento
Em 19 de maio de 2011, a gravadora Def Jam anunciou um projeto para relançar a mixtape como um EP. Ocean anunciou, em primazia, que o relançamento seria intitulado como Nostalgia, Lite e que conteria sete faixas. O EP foi originalmente marcado para lançamento em 26 de julho de 2011, no entanto, em uma nota publicada na sua página oficial do Tumblr em 24 de julho de 2014, Frank afirmou que o projeto não seria lançado e que estava cancelado; "Swim Good" e "Novacane" eram parte do lançamento do EP. Acerca das outras canções que fariam parte do relançamento, Ocean comentou que "o sample de The Eagles do álbum não tem chance alguma de ser eliminado; o sample de Codplay em "Strawberry Swing", possivelmente. Eu ouço 'possivelmente' de pessoas que sabem o que falam. Os caras da banda MGMT são muito tranquilos. Ouvi dizer que eles ouviram "Nature Feels" e gostaram muito, então espero que isso possa acontecer de alguma forma." Outras faixas da reedição foram intituladas como "Acura Integurl" e "White Appeal" que apareceram no lançamento não oficial The Lonny Breaux Collection de Ocean. Em 2012, Ocean comentou novamente que Nostalgia, Lite nunca seria lançado.

### Controvérsia

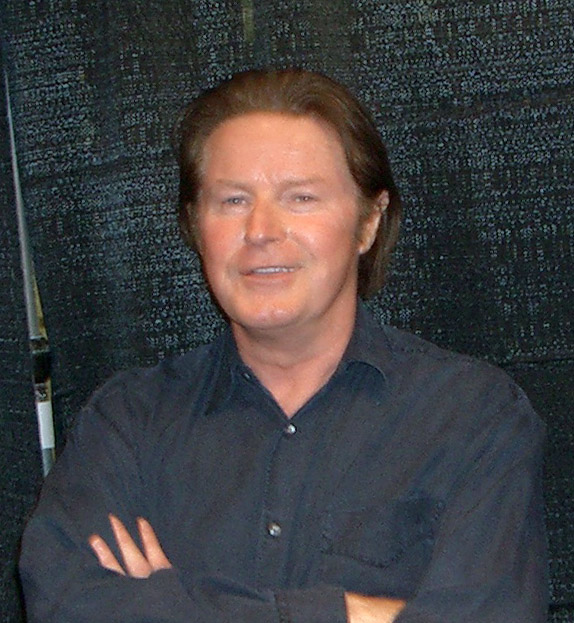
Don Henley, membro da banda Eagles.

Em março de 2012, surgiram controvérsias acerca da cnção "American Wedding", que contém sample de "Hotel California" da banda de rock Eagles. O baterista Don Henley abriu uma ação legal contra a faixa de Ocean, afirmando que a versão presente no Nostalgia, Ultra era musicalmente ilegal. A canção foi removida de todos as plataformas de música após a controvérsia, além do YouTube. Segundo o assessor da banda, a ação judicial progrediria caso Ocean performasse a canção ao vivo, alegando: "Frank Ocean não fez apenas um sample de Hotel California; ele utiilizou toda a estrutura principal, além da melodia existente e fez a substituição da composição. Isso não é criativo, mas intimidador. É ilegal. No momento, Don Henley não ameaçou ou instituiu qualquer ação legal contra Frank Ocean, apesar da banda considerar se devem fazê-la."
Inúmeras publicações notaram que a música foi lançada gratuitamente em uma mixtape sem fins lucrativos, e que "covers de canções famosas são comuns em performances ao vivo", além da prática de sample ser comum em mixtapes. Ocean, por sua vez, respondeu à controvérsia através de sua conta do Tumblr, dizendo: "Ele ameaçou processar se eu apresentar a canção novamente. Eu acho que isso é foda demais. Eu acho que se eu tocá-la no Coachella, vai me custar alguns trocados. Se eu não aparecer no tribunal, provavelmente entrará para meu registro criminal. Oh, bem. Eu tento comprar de qualquer maneira. Eles pediram que eu liberasse uma declaração expressando minha admiração pelo Sr. Henley o mais rápido possível. Isso é estranho. Aquele cara não é extremamente rico? Por que processar um artista recente? Eu não fiz um centavo por essa música. Eu liberei de graça. Qualquer coisa, eu presto uma homenagem." Por conseguinte, Ocean apresentou a cnção com arranjos distintos e sem o sample de "Hotel California". Henley falou sobre a controvérsia e defendeu sua ameaça sobre a ameaça judicial em 2013, referindo-se a Ocean como um "artista sem talento".

## Composição

### Sonoridade e conteúdo musical
A mixtape tem samples de Radiohead, Coldplay, MGMT, Mr Hudson e The Eagles. Ocean, ao enviar o álbum para o iTunes, rotulou a sonoridade da obra como "bluegrass e death metal", por arbitrariedade. Quando perguntado acerca da classificação musical de suas canções, respondeu: "Eu não quero parecer que tennho uma causa contra gêneros musicais, ou talvez eu tenha... Bluegrass é swag." Ocean descreveu a criação de sua mixtape como um trabalho de amor, afirmando que "era difícil fazê-la. Não apenas em escrever as canções ou em criar arranjos para elas. Isso tinha um nível de dificuldade também, mas precisei reunir todos os elementos para deixá-la no nível de qualidade necessária. No entanto, foi um processo no qual eu aprecio muito."

### Temas e influências na composição
Em suas próprias palavas, Ocean chama o álbum de "nostálgico", explicando "é um anseio pelo passado" e foi assim que se sentiu durante a criação do disco. O conteúdo lírico, de acordo com Ocean, relaciona-se ao desgosto e as outros tropos referentes às relações familiares interpessoais, afirmando: "Eu não queria fazer canções que as pessoas pudessem se relacionar. Eu estava apenas tentando fazer um disco com o que eu queria expressar, com aquilo que eu estava tentando tirar do meu peito. [...] Muito desse álbum é influenciado por um respectivo relacionamento, mas eu não devo todo esse projeto à tal situação. No mais, não importam os detalhes." Discutindo sobre o processo de composição do álbum, meditou sobre suas inspirações para contar as histórias presentes, dizendo: "Você precisa ter certeza de que o ouvinte está ouvindo você, então você deve colocar isso em uma música. Na maioria da vezes, se a música for marcante o suficiente, você pode entregar a história de forma mais eficaz, mantendo o ouvido do ouvinte alerta o tempo todo. Para mim, tudo começa com as histórias."
Durante entrevista à revista britânica The Quietus, Ocean foi perguntado se as músicas do álbum eram resultado de experiências pessoais e respondeu: "Minha vozinha é geralmente bem limpa, você sabe. Mas você se diverte com as imagens e para mim todo o conceito de que tudo tem que ser, tipo [...] Ninguém fica chateado com um diretor quando o filme de um diretor não é sobre sua vida. As pessoas pensam que, por eu ser um artista musical, todo o álbum precisa ser fruto de alguma experiência da vida, mas não é. É uma mistura de percepção e sátira." Perguntado se o R&B era o principal gênero de suas canções, Frank disse: "Não gosto disso nos Estados Unidos. Se você é cantor e negro, você é um artista de R&B. Ponto." Em contrapartida, afirmou que as músicas da mixtape contêm influências R&B, mas não em sua maioria.

## Estrutura musical
O álbum começa com um cover melódico de "Strawberry Swing", da banda inglesa de rock alternativo Coldplay. Connor O'Neill, do jornal The Miscellany News, escreve que a canção começa o álbum "com muita atmosfera e você quase se derrete nele", além de "te espalhar sobre um ambiente apocalíptico". A música termina abruptamente com um som rude de um despertador, seguido pela canção "Novacane". A canção, portanto, é considerada uma canção de amor, com influência do grupo de hip hop The Pharcyde. Liricamente, a faixa explora uma narrativa em que o cantor conhece uma garota que tenta se inscrever na faculdade de odontologia, mas trabalha no meio pornográfico. Segundo a narrativa, Ocean conhece a garota no Coachella, festival típico da Califórnia.  Desse modo, Ocean serve como o protagonizador da canção, apaixonada por uma garota "tão drogada que Ocean quer ficar perto dela e não tem escolha a não ser usaras mesmas drogas". O casal, portanto, fica drogado ao usar anestésicos odontológicos.
Vários interlúdios são inseridos ao longo do álbum, em homenagem a jogos de video game, como Street Fighter, Metal Gear Solid, GoldenEye 007 e Soulcalibur. Isso é relatado para dar ao álbum um clima mais nostálgico; o disco, portanto, é mantido por interlúdios que memoram os anos 90, nos quais os sons inconfundíveis retratam um toca-fitas rebobinando, avançando e parando." Na faixa "We All Try", Ocean discursa sobre a homofobia. De acordo com o The Guardian, "o frequente uso da palavra 'faggot' pelo grupo Odd Future inquietou os estômagos liberais", e "Ocean foi corajoso o suficiente para ficar sozinho mais uma vez, declarando em "We All Try": 'Eu acredito que o casamento não é entre homem e mulher, mas entre amor e amor / Mas querida, não desista". De modo oblíquo, anuncia seu apoio ao direito da mulher de escolher o casamento homoafetivo.
A publicação Pitchfork escreveu que "em um esquete chamado "Bitches Talkin", as senhores dizem a ele para desligar o maldito Radiohead, enquanto "Optimistic" toca, no fundo, "Songs For Women", demonstrando que Ocean é um garoto indie quando se trata de alienação, mas um pragmático quando se trata de sexo." "Songs For Women" é ma canção onde Ocean não consegue decidir se há arrependimento ou diversão entre seus sentimentos conflitantes envolvendo mulheres. A música, portanto, oferece uma perspectiva discreta, com uma entrega entorpecida e restrita. Liricamente, a faixa é uma narrativa onde o artista tenta organizar uma reunião depois da aula na casavazia de seu pai e se gaba por escutar Otis Redding, The Isley Brothers e Marvin Gaye. Na canção, lamenta que sua mulher não ouve a ele nem à sua música: "É como se ela nunca tivesse ouvido falar de mim". Apesar do afeto suave e da sonoridade equivalente à esfera da canção, o objeto da afeição de Ocean logo se desfaz.
O álbum contém diversas referências ao diretor americano Stanley Kubrick e seus filmes, mais notavelmente Eyes Wide Shut. O solilóquio adúltero de Nicole Kidman no filme pode ser ouvido durante a canção "LoveCrimes", adicionando uma sensação de pavor maníaco. O filme é referenciado na faixa "Novacane", onde Ocean canta que "se sente como Kubrick". A seguir, surge a faixa "There Will Be Tears", descrita como uma esfera emocional por natureza, contendo sample de Mr Hudson e com vocais gravemente sintetizados. "There Will Be Tears", portanto, "tem uma batida hiperativa de uma Roland TR-808". Na canção, Ocean retrata sobre a ausência da figura paterna em sua vida: "Esconda meu rosto, esconda meu rosto, não deixe-me me ver chorando / Porque esses garotos também não tiveram um pai / E eles não estavam chorando". "Swim Good" é considerada uma "canção surpreendentemente suicida", em que Ocean se vê vestido de preto, atormentado pelo seu coração partido e prestes a dirigir um carro em direção ao mar. A canção é uma fantasia sinistra de escape descrevendo um assassinato-suicídio, que faz o cantor dirigir até à praia enquanto "sangra com seu coração partido". O gancho da música termina com o refrão de "Eu me sinto como um fantasma, sem Swayze, desde que perdi meu amor." A música "Dust" usa livros como uma metáfora para refletir memórias e experiências de Ocean, como em "Tantas páginas qeu eu escrevi e gostaria de poder revisá-las / Mas não há como apagá-las". A penúltima faixa, "American Wedding", é uma regravação de 7 minutos de "Hotel California", da banda americana de rock Eagles. A faixa expressa um conto sobre um casamento e um divórcio. O álbum é fechado com "Nature Feels", uma reinterpretação de "Electric Feel", da banda MGMT. A música exibe Ocean como um personagem abertamente divertido e, de acordo com a Pitchfork, "não importa o humor, Ocean é sempre rápido em adicionar detalhes que caracterizam sua pessoa em suas músicas.

## Recepção crítica
| Críticas profissionais | Críticas profissionais |
| Pontuações agregadas   | Pontuações agregadas   |
| Fonte                  | Avaliação              |
| ---------------------- | ---------------------- |
| Metacritic             | 83/100                 |
| Avaliações da crítica  |                        |
| Fonte                  | Avaliação              |
| AbsolutePunk           | 84%                    |
| AllMusic               | [ 33 ]                 |
| The A.V. Club          | B                      |
| The Phoenix            | [ 36 ]                 |
| Fact                   | 3/5                    |
| MSN Music              | A                      |
| Pitchfork              | 7.8/10                 |
| RapReviews             | 7.5/10                 |
| Sputnikmusic           | 3.5/5                  |

Nostalgia, Ultra obteve recepção positiva dos críticos musicais. No Metacritic, com base em 9 avaliações, concedeu a mixtape uma média de 83 pontos. Anupa Mistry, da revista Exclaim!, chamou o álbum de "sofisticado, pulsante e expansivo", além de provar a "sensibilidade e musicalidade intuitiva de Ocean com seu R&B alternativo". Andy Kellman, do portal AllMusic, sentiu que a singularidade de Ocean reside em sua "perspectiva melancólica, muitas vezes modesta, entorpecida e restrita"; em relação à produção do álbum, considerou "nem excepcional, nem particularmente à esquerda do centro". A comunidade AbsolutePunk elogiou a originalidade e a boa execução de batidas do álbum, comentando que músicas como "Swim Good" e "Strawberry Swing" mostram que "a voz de Ocean é tão boa quanto a habilidade de escrever canções pop com reflexão". Steven Hyden, do jornal The A.V. Club, chamou a mixtape de "obscura, brincalhona, um pouco insípida e absolutamente fascinante". Conor O'Neill, do jornal The Miscellany News, escreveu que "ao canalizar os meios primários de decadência do R&B através de sua diversidade musical, Ocean traz literalidade a seus impulsos nostálgicos e ao estranho futuro do qual faz parte." Sen Fennessey, do jornal The Village Voice, chamou Frank de "um estilista intuitivo de R&B, com um firme senso de estrutura musical." Rudy K, do Sputnikmusic, classificou a mixtape com "uma sonoridade tão nova e tão real para um membro do Odd Future; com Frank Ocean, a música nunca soa artificial".
Numa avaliação para o MSN Music, Robert Christgau descreveu os "lamentos românticos" de Ocean como "modelos de textura, respeito e perda profunda; batidas sutis, sedutoras, estranhas e aproveitadas como se estivesse lançando músicas para o público feminino." Ryan Dombal, da Pitchfork, comentou que "há elementos distintos da paranoia melancólica de Drake e do alto melodrama de The-Dream. Há, também, uma surrealidade em torno de Nostalgia, Ultra que a torna única." Jon Caramanica, do The New York Times, chamou o álbum de "sagaz e intuitivo, com uma alma astral que deve dívidas a Sananda Maitreya, Pharrell Williams e até mesmo Drake; acrescenta que "[Ocean] canta casualmente, mas com precisão, estendendo sílabas como se esquece de deixá-las ir embora." Andrew Noz, da rádio NPR, comentou que "é sua composição inteligente e sutil que coloca Ocean longe do pacote comum; os melhores momentos Nostalgia, Ultra orbitam em torno da mesma alma que descende de um espaço obcecado por minúcias, refletindo o rompimento de Marvin Gaye e de qualquer balada idiossincrática de Prince." Charlie Jebb, do portal No Ripcord, aclama a diversidade e suficiência de Nostalgia, Ultra em estabelecer Ocean como um artista de qualidade, chamando o álbum de "uma obra R&B com potencial de crossover sem sacrificar a alma que cria uma imagem completa de seu autor."

### Reconhecimento
O álbum foi nomeado como Melhor Álbum Internacional no Grammis Awards de 2012 da Suécia. Apesar de ser uma mixtape, Nostalgia, Ultra apareceu em inúmeras listas e publicações de fim-de-ano. De acordo com a Pitchfork, o álbum foi o 35º melhor álbum do ano, escrevendo que "Chris Breaux, que atua como Frank Ocean, é um cantor masculino de R&B com contradições masculinas de R&B; por mais que queira ouvir o seu coração, ele não pode ignorar completamente o seu pênis." Tim Jonze, do jornal The Guardian, nomeou a mixtape como o terceiro melhor álbum do ano, afirmando que Frank "não tem medo em enfrentar o suicídio, o aborto e a ausência paterna, fazendo com que essa mixtape gratuita apresente uma das nossas mais novas estrelas de R&B." The A.V. Club classificou o álbum como o 15º melhor álbum em sua lista de fim de ano, comentando que "Nostalgia, Ultra tornou-se um grande sucesso na internet e mostrou as habilidades de composiçõa de Ocean, além de sua personalidade doce romântica, pensativa e melancólica. Desse modo, Nostalgia é um projeto R&B de qualidade com a esfera nebulosa de "Novacane" e um teor contraditório com as demais canções."
A revista Rolling Stone classificou-o como o 24º melhor álbum do ano, escrevendo que "a mixtape de estreia d ocantor de 24 anos (e membro do Odd Future) é um excelente artista R&B." A revista Complex nomeou o álbum como o quarto melhor álbum do ano a segunda melhor mixtape do ano. Além disso, a revista Time selecionou o álbum como o quarto melhor álbum do ano e escreveu que "Ocean usa uma fita cassete rebobinando, videogames e o monólogo adúltero de Nicole Kidman em suas músicas para dar ao álbum uma sensação pessoal — como se Ocean estivesse nos presenteando com uma coleção de sons que ele considera emocionalmente significativos." Spin, por sua vez, nomeou o álbum como o 41º melhor álbum do ano, enquanto Mojo colocou na posição 49. Robert Chistgrau nomeou o álbum como o quarto melhor álbum do ano. A faixa "Novacane" recebeu aclamação generalizada crítica. No jornal The New York Times, no portal Ology, na revista Spin e nos portais Zimbio e Pitchfork, a canção e o videoclipe respectivo foram listados entre os melhores do ano.

## Singles
"Novacane" foi lançada oficialmente como o single de estreia do álbum em 31 de maio de 2011. A canção entrou na parada musical Billboard R&B/Hip-Hop Songs em 11 de maio de 2011, na 65ª posição. Na semana seguinte, caiu para a posição 68 e, na terceira semana, subiu para a 52ª posição. Na quarta semana, subiu novamente para a 17ª posição. O videoclipe de "Novacane" foi lançado em 16 de junho do mesmo ano, dirigido pelo diretor australiano Nabil Elderkin. Acerca do vídeo, Ocean comentou: "Eu estava tentando comunicar ou articular visualmente o sentimento de insensibilidade. O sentimento de querer sentir algo que você não consegue sentir. Muitas coisas podem causar essa insensibilidade, mas no vídeo isso foi ajustado com alguns efeitos especiais." Em seguida, a canção entrou para a Billboard Hot 100 na posição 62 e, na tabela Top Heatseekers da Billboard, entrou na 6ª posição.
"Swim Good" foi lançada como segundo single da mixtape em 18 de outubro de 2011, estreando na 70ª posição da parada musical de R&B da Billboard durante três semanas. Além disso, a canção atingiu a 40 posição nas tabelas musicais da Bélgica. O videoclipe, dirigido por Naibl Elderkin, foi lançado em 16 de setembro, através da conta do Tumblr do artista. Ocean apresentou "Novacane" e "She" com Tyler, the Creator e a OFWGKTA, em Nova Iorque. Durante a turnê Odd Future de 2012, Frank apresentou a canção com o grupo.

## Divulgação
Para divulgar a mixtape e seus demais projetos, Ocean entrou em uma digressão de 5 de novembro a 15 de novembro de 2011, passando pela América do Norte e Europa em seis datas consecutivas. Originalmente, seis apresentações foram marcadas para a cidade de Nova Iorque no Bowery Ballroom. Por razões ligadas à saúde de Ocean, algumas apresentações foram remarcadas para meados do mesmo mês. A turnê não contava com nenhum ato de abertura, apenas Ocean.
A revista Rolling Stone avaliou a primeira apresentação da turnê, afirmando que Ocean era estranho às vezes, mas que "felizmente contava suas histórias de amor e perda em um mundo que supõe que a impermanência poderia lidar com a carga do público." A MTV comentou que levou um tempo para que "Ocean conseguisse aquecer o público" em sua aparição de estreia em Nova Orleans, notando que a turnê era um "início promissor" para o artista. Em outra análise, a MTV analisou a performance de Ocean em Nova Iorque e considerou Ocean um "encantador de públicos". O crítico Jon Caramanica, do jornal The New York Times, deu uma nota positiva para a turnê de Ocean em Nova Iorque, chamando o artista de versátil e afirmando que "em sua elegante, esperta e ligeira personalidade, muda sorrateiramente sua performance entre dois tópicos cantando sobre o amor como um subproduto da música e ao mesmo tempo usando a música para aprofundar o amor."
O repertório variava, embora os singles "Swim Good" e "Novacane" estivessem em todas as apresentações da turnê. Faixas como "Lovecrimes", "Dust" e "American Redding" foram performadas na maior parte dos shows, e "Strawberry Swing" e "We All Try" apenas quatro vezes. Partes de "No Church in the Wild" e "Made in America", juntamente com "I Miss You" e "Thinkin Bout You" também foram performadas. As performances de "American Wedding" foram acompanhadas por um momento cômico em que Ocean tocava Guitar Hero. Em abril de 2012, Ocean apresentou-se no Coachella.

## Impacto

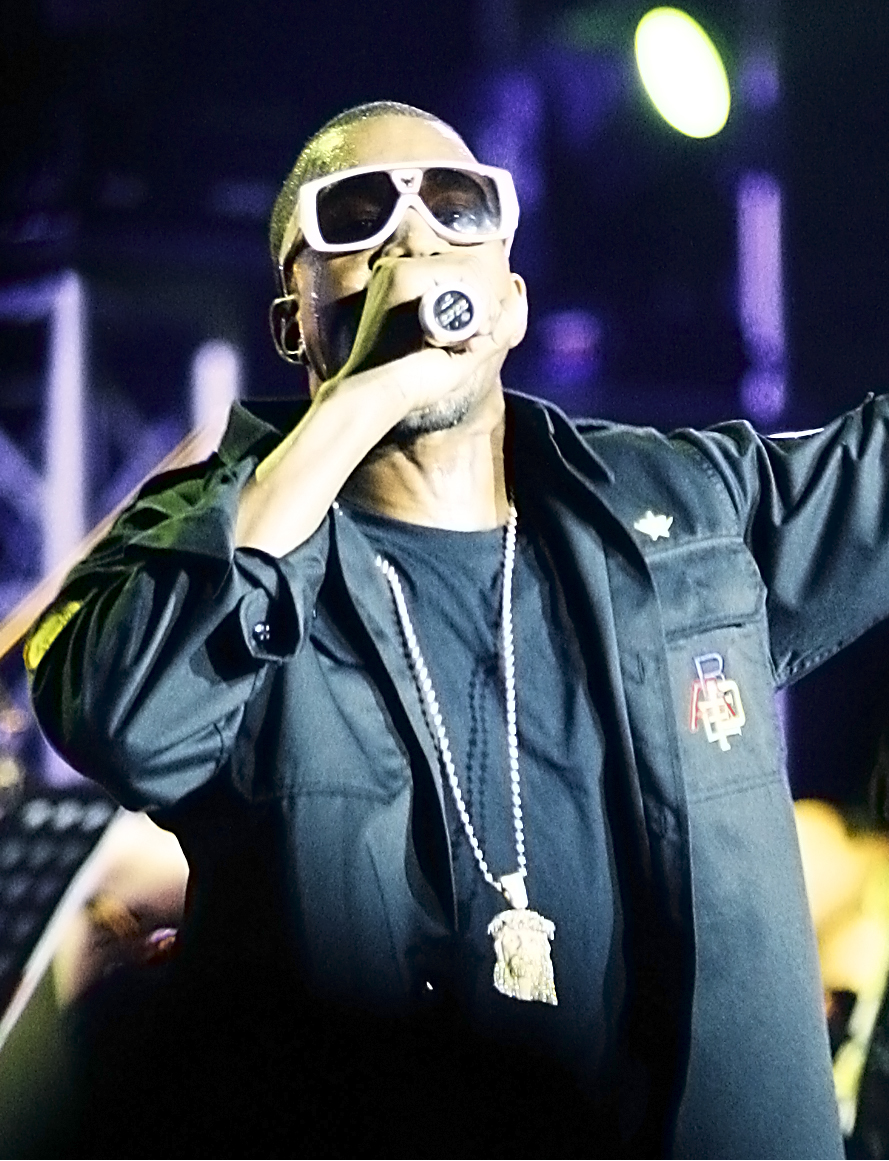
Kanye West, fã da mixtape Nostalgia, Ultra, convidou Ocean para trabalhar no álbum Watch the Throne, o que ocasionou o encontro de Ocean entre Beyoncé e Jay-Z.

Antes do lançamento de Nostalgia, Ultra, Ocean era um artista relativamente desconhecido e grande parte de seus ganhos como escritor-fantasma. Dentro de seis meses, notou-se o crescimento de Ocean como vocalista. O lançamento da mixtape trouxe interesse ao produtor e artista Kanye West, que afirmou ser um grande fã da mixtape. West convidou Ocean para escrever e cantar duas canções do álbum Watch the Throne, um projeto colaborativo com o rapper Jay Z. Frank escreveu e cantou nas canções "No Church in the Wild" e "Made in America". A cantora Beyoncé Knowles ouviu a mixtape através de seu marido e aprovou o trabalho. Consequentemente, convidou Ocean para co-escrever a canção "I Miss You" para o álbum 4. Acerca da primeira vez em que ouviu Nostalgia Ultra, Beyoncé afirmou: "Jay Z estava tocando um CD no carro enquanto dirigíamos em direção a Brooklyn. Eu notei o seu timbre, seus arranjos e a história por trás de suas canções. No dia seguinte, entrei imediatamente em contato com Ocean. Eu pedi a ele que viesse para Nova Iorque para trabalharmos em uma canção."
West se dispôs a participar do álbum de estúdio de estreia de Ocean, mas Frank recusou a participação, dizendo: "Apesar do quanto eu quero trabalhar contigo... eu quero fazer isso sem você, do meu jeito." O rapper Nas tornou-se fã da mixtape, escrevendo: "Ele é novo e original. Ele não soa duvidoso. No momento em que você ouve a mixtape — eu ouço o que ele está dizendo e consigo em relacionar." Em sua conta do Twitter, Nas anunciou que faria uma colaboração com Ocean para o álbum Life Is Good. A participação, no entanto, não apareceu no álbum. O rapper Lupe Fiasco apresentou uma opinião positiva em relação à mixtape.
Rapidamente, Ocean tornou-se o cantor principal do Odd Future, cantando nos ganchos principais das músicas de álbuns como BlackenedWhite, Goblin e The Odd Future Tape Vol. 2. Ocean embarcou em turnês com o grupo e fez diversas aparições durante os concertos. Em 5 de janeiro de 2012, a BBC divulgou que Ocean ocupava a segunda posição da sondagem anual Sound of 2012. Além disso, a MTV descreveu a mixtape como um "clássico culto". Em 2 de agosto de 2012, o videoclipe de "Swim Good" recebeu três nomeações para o MTV Video Music Awards de 2012 como Melhor Direção e Melhor Vídeo Masculino. Na mesma premiação, Ocean foi indicado para Artista Revelação do ano.

## Lista de faixas
| N.º            | Título                               | Compositor(es)                                                                | Produtor(es)                         | Duração |  |
| 1.             | "Street Fighter"                     |                                                                               |                                      | 0:23    |  |
| 2.             | "Strawberry Swing"                   | Christopher Breaux, Guy Berryman, Jonny Buckland, Will Champion, Chris Martin | Markus Dravs, Brian Eno, Rik Simpson | 3:55    |  |
| 3.             | "Novacane"                           | Breaux, Christopher Stewart, Monte Neuble                                     | Tricky Stewart                       | 5:03    |  |
| 4.             | "We All Try"                         | Breaux, Happy Perez                                                           | Perez                                | 2:52    |  |
| 5.             | "Bitches Talkin' (Metal Gear Solid)" | Thom Yorke, Jonny Greenwood, Colin Greenwood, Ed O'Brien, Philip Selway       | Nigel Godrich, Radiohead             | 0:22    |  |
| 6.             | "Songs For Women"                    | Breaux, Perez                                                                 | Perez                                | 4:13    |  |
| 7.             | "Lovecrimes"                         | Breaux, Antwoine Collins                                                      | TROY NōKA                            | 4:00    |  |
| 8.             | "Goldeneye"                          |                                                                               |                                      | 0:18    |  |
| 9.             | "There Will Be Tears"                | Breaux, Benjamin Mclldowie                                                    | Mr Hudson, TROY NōKA                 | 3:15    |  |
| 10.            | "Swim Good"                          | Breaux, Waynne Nugent, Kevin Risto                                            | Midi Mafia                           | 4:17    |  |
| 11.            | "Dust"                               | Breaux, Bei Maejor, Collins                                                   | Maejor, TROY NōKA                    | 2:34    |  |
| 12.            | "American Wedding"                   | Breaux, Glenn Frey, Don Henley, Don Felder, Randy Meisner, James Fauntleroy   | Bill Szymczyk, Fauntleroy            | 7:01    |  |
| 13.            | "Soul Calibur"                       |                                                                               |                                      | 0:18    |  |
| 14.            | "Nature Feels"                       | Breaux, Benjamin Goldwasser, Andrew VanWyngarden                              | Dave Fridmann                        | 3:43    |  |
| Duração total: | Duração total:                       | Duração total:                                                                | Duração total:                       | 42:06   |  |

Créditos de samples
- "Street Fighter" contém samples de "Lovers in Japan" e "Life in Technicolor", escrita e interpretada por Coldplay.
- "Strawberry Swing" contém samples de Strawberry Swing, escrita e interpretada por Coldplay.
- "Bitches Talkin'" contém sample de "Optimistic", escrita e interpretada por Radiohead.
- "Lovecrimes" contém excertos de diálogo do filme "Eyes Wide Shut".
- "Goldeneye" contém samples de  "Central Park" e "Everything Is Broken", escrita e interpretada por Mr Hudson.
- "There Will Be Tears" contém samples de "There Will Be Tears",  escrita e interpretada por Mr Hudson.
- "Swim Good" contém vocais d apoio adicionais de Tyler, The Creator.
- "American Wedding" contém samples de "Hotel California",  escrita e interpretada por Eagles.
- "Soul Calibur" contém samples de "4th Dimensional Transition" e "Kids", escrita e interpretada por MGMT.
- "Nature Feels" contém samples de "Electric Feel",  escrita e interpretada por MGMT, e vocais de apoio não creditados de Brandy e Rich King.[87]